# Evergestis pechi
Evergestis pechi is een vlinder uit de familie grasmotten (Crambidae). De wetenschappelijke naam is voor het eerst geldig gepubliceerd in 1885 door George Thomas Bethune-Baker.

## Verspreiding
De soort komt voor in Frankrijk, Spanje, Algerije, Tunesië en Israël.

## Waardplanten
De rups leeft op soorten van Zandkool en Sisymbrium (Brassicaceae).